# Sumitomo Seimitsu Kōgyō
Sumitomo Seimitsu Kōgyō (japanisch 住友精密工業株式会社 Sumitomo Seimitsu Kōgyō kabushiki-gaisha, englisch Sumitomo Precision Products Co., Ltd.) ist ein japanischer Maschinenbaukonzern. 
Das Unternehmen fertigt unter anderem Flugzeugfahrwerke, Wärmetauscher, Verdampfer für LNG-Regasifizierungsanlagen, Ozongeneratoren und MEMS-Inertialsensoren für die Automobilindustrie.

## Geschichte
Das Unternehmen wurde 1961 als eine Tochter des Stahlkonzerns Sumitomo Kinzoku Kōgyō (heute: Shinnittetsu Sumikin) gegründet. Die Tochtergesellschaft bündelte die Produktion von Komponenten für die Luftfahrzeugindustrie. Zwei Jahre später begann Sumitomo Seimitsu Kōgyō mit der Produktion von industriellen Wärmetauschern. In den Folgejahren erweiterte sich das Produktportfolio um Flugzeugpropeller, Verdampfer für LNG-Regasifizierungsanlagen und Ozongeneratoren. Im Jahr 1970 ging das Unternehmen an die Börse. Seit 1988 werden Produkte für die Raumfahrt – hauptsächlich Wärmetauscher – produziert und vertrieben.
Im März 2023 wurden die Aktien von Sumitomo Seimitsu Kōgyō von der Tokioter Börse delisted.